# Provincia de Nueva Jersey
La provincia de Nueva Jersey fue una de las colonias inglesas en América del Norte, se convirtió en el estado estadounidense de Nueva Jersey en 1776. La provincia fue establecida originalmente como parte de los Nuevos Países Bajos, pero cayó bajo el dominio Inglés después de la rendición de Fort Amsterdam en 1664. La república holandesa reafirmó el control durante un breve período en 1673-1674. Después de componerse de dos divisiones políticas, East Jersey y West Jersey, fueron unidas como una colonia real en 1702. Los límites originales de la provincia fueron ligeramente más grandes que los del actual estado, extendiéndose ligeramente en una parte del actual estado de Nueva York, la frontera actual se estableció en 1774.

## Antecedentes

La ubicación relativa de los Nuevos Países Bajos y Nueva Suecia en el este de América del Norte.

La provincia de Nueva Jersey fue fundada originalmente en la década de 1610, como parte de la colonia de los Nuevos Países Bajos. La rendición de Fort Amsterdam en septiembre de 1664 le dio el control sobre la totalidad de la región Mid Atlantic a los británicos en el marco de la segunda guerra anglo-neerlandesa. Los británicos justificaron el ataque diciendo que Juan Cabot, un italiano bajo el patrocinio del rey Enrique VII, había sido el primero en descubrir el lugar. Peter Stuyvesant, director general de la colonia, cedió el control de la colonia y fue capaz de obtener garantías de los derechos de propiedad, leyes de la herencia, y la libertad de religión en los artículos de transferencia. Después de la rendición, Richard Nicolls tomó el cargo de teniente gobernador de Nueva Ámsterdam y del resto de los Nuevos Países Bajos, incluidos los asentamientos en el lado oeste del río del norte conocidos como Bergen, y a lo largo del río Delaware, de lo que había sido Nueva Suecia.

## Gobierno propietario
En marzo de 1664, el rey Carlos II concedió a su hermano Jacobo, duque de York, una colonia real que cubría Nueva Holanda y el actual Maine. Esta carta también incluía partes de la actual Massachusetts, que entró en conflicto con los estatutos de esa colonia. La carta permitía a Jacobo los derechos de propiedad tradicionales e imponía pocas restricciones a sus poderes. En términos generales, el estatuto fue equivalente a una transmisión de tierras que le confiere el derecho de posesión, control y gobierno, sujeto únicamente a la limitación de que el gobierno debe ser compatible con las leyes de Inglaterra. El duque de York nunca visitó su colonia y ejerció poco control directo sobre ella. Él eligió administrarla a través de gobernadores, consejos y otros oficiales nombrados por él mismo. No se hizo provisión para una asamblea elegida.
Más tarde, en 1664, el duque de York entregó la parte de sus nuevas posesiones entre el río Hudson y el río Delaware a Sir George Carteret a cambio de la liquidación de una deuda. El territorio lleva el nombre de la isla de Jersey, hogar ancestral de Carteret. La otra sección de Nueva Jersey fue vendida a Lord Berkeley de Stratton, quien era un amigo cercano del duque. Como resultado, Carteret y Berkeley se convirtieron en los dos propietarios de Nueva Jersey. [5] [6] Los dos propietarios de Nueva Jersey intentaron atraer a más colonos para que se mudaran a la provincia otorgando partes de tierras a los colonos y aprobando la Concesión y Acuerdo, un documento de 1665 que otorgaba libertad religiosa a todos los habitantes de Nueva Jersey; [7] bajo el gobierno británico, no había tal libertad religiosa ya que la Iglesia de Inglaterra era la iglesia del estado. A cambio de la tierra, se suponía que los colonos pagaban cuotas anuales conocidas como quit-rents.
En 1665, Philip Carteret se convirtió en el primer gobernador de Nueva Jersey, nombrado por los dos propietarios. Seleccionó a Elizabeth como la capital de Nueva Jersey. Inmediatamente, Carteret emitió varias concesiones adicionales de tierras a los terratenientes. Se iniciaron ciudades y se otorgaron cartas en la ya existente Bergen en 1668 (fundada en 1660), en Piscataway y Newark (1666), Woodbridge (1669) y además a Shrewsbury y Middletown (1693).
La idea de los habitantes se volvió cada vez más difícil porque muchos de los colonos se negaron a pagarlos. La mayoría de ellos afirmó que no les debían nada a los propietarios porque recibieron tierras de Richard Nicolls, Gobernador de Nueva York. Esto obligó a Berkeley a vender West Jersey a John Fenwick y Edward Byllynge, dos cuáqueros ingleses. Muchos más cuáqueros construyeron sus hogares en Nueva Jersey, buscando la libertad religiosa del gobierno inglés.
Mientras tanto, los conflictos comenzaron a aumentar en Nueva Jersey. Edmund Andros, gobernador de Nueva York, intentó obtener autoridad sobre el este de Jersey después de la muerte del propietario George Carteret en 1680. Sin embargo, no pudo eliminar el cargo de gobernador del gobernador Phillip Carteret y posteriormente se movió para atacarlo y lo llevó a juicio en Nueva York. Carteret fue posteriormente absuelto. Además, hubo peleas entre el este y el oeste de Nueva Jersey, entre los nativos americanos y los de Nueva Jersey y entre diferentes grupos religiosos. En la mayor de estas disputas, la Guerra de límites Nueva York-Nueva Jersey, unos 210 000 acres (849.8 km²) de tierra estaban en juego entre Nueva York y Nueva Jersey. El conflicto fue finalmente resuelto por una comisión real en 1769.

## Jersey Oriental y Jersey Occidental
Desde 1674 hasta 1702, la provincia de Nueva Jersey se dividió en Jersey Oriental y Jersey Occidental, cada una con su propio gobernador. Cada uno tenía su propia constitución: la Constitución de Jersey Occidental (1681) y la Constitución de Jersey Oriental (1683).
La frontera exacta entre el oeste y el este de Jersey fue disputada a menudo. La frontera entre los dos lados alcanzó el Océano Atlántico al norte de la actual Atlantic City. La línea de la frontera fue creada por George Keith y aún se puede ver en los límites del condado entre los condados de Burlington y Ocean, y entre los condados de Hunterdon y Somerset. La línea Keith corre desde la parte sur del Municipio de Little Egg Harbor, pasando justo al norte de Tuckerton, y llega hasta un punto en el río Delaware, que está justo al norte de Delaware Water Gap. Más tarde, en 1676 el Acta quintipartita ayudó a atenuar las disputas. Se hicieron encuestas y mapas más precisos para resolver las disputas de propiedad. Esto dio lugar a la línea Thornton, dibujada alrededor de 1696, y la línea Lawrence, dibujada alrededor de 1743, que fue adoptada como la línea final para propósitos legales.

## Dominio de Nueva Inglaterra
El Dominio de Nueva Inglaterra fue una unión administrativa de corta duración. El 7 de mayo de 1688, la provincia de Nueva York, la provincia de Jersey Oriental y la provincia de Jersey Occidental se agregaron al Dominio. La capital estaba ubicada en Boston pero, debido a su tamaño, Nueva York y las Jerseys estaban a cargo del teniente gobernador de la ciudad de Nueva York. Después de que la noticia de la caída de Jacobo II y la entronización de Guillermo de Orange por la Revolución Gloriosa de 1688 llegara a Boston, los colonos se rebelaron, y el dominio se disolvió en 1689.

## Colonia de la corona
El 17 de abril de 1702, bajo el gobierno de la reina Ana, las dos secciones de la colonia propietaria se unieron y Nueva Jersey se convirtió en una colonia de la corona. Edward Hyde, Lord Cornbury, se convirtió en el primer gobernador de la colonia como colonia real. Sin embargo, fue un gobernante ineficaz y corrupto, que aceptaba sobornos y especulaba sobre la tierra. En 1708, Lord Cornbury fue llamado a Inglaterra. Nueva Jersey fue luego gobernada de nuevo por los gobernadores de Nueva York, pero esto enfureció a los colonos de Nueva Jersey, acusando a esos gobernadores de favoritismo a Nueva York. El juez Lewis Morris dirigió el caso de un gobernador independiente y fue nombrado gobernador por el rey Jorge II en 1738.

## Durante la revolución estadounidense

### Congreso provincial de Nueva Jersey
El último gobernador real de Nueva Jersey fue William Franklin, hijo de Benjamin Franklin. Llegó al poder en 1763 y lo mantuvo hasta 1776, cuando fue destituido en un congreso provincial que se reunió por primera vez en 1775 en la ciudad de Trenton con representantes de todos los trece condados de Nueva Jersey para reemplazar al gobernador real. En junio de 1776, este congreso autorizó la preparación de una constitución.

### Primera constitución estatal
La primera constitución estatal de Nueva Jersey fue adoptada el 2 de julio de 1776. La Guerra de Independencia de los Estados Unidos estaba en marcha y el general George Washington había sido derrotado recientemente en Nueva York, poniendo al estado en peligro de invasión. La Constitución del Estado de Nueva Jersey de 1776 se redactó en cinco días y se ratificó dentro de los próximos dos días para establecer un gobierno temporal, evitando así que Nueva Jersey se derrumbase y cayese en la anarquía. Entre otras disposiciones, otorgó a las mujeres solteras y negras que cumplían con los requisitos de propiedad el derecho a votar.
Además preveía una legislatura bicameral compuesta por una Asamblea General con tres miembros de cada condado y un consejo legislativo con un miembro de cada condado. Todos los funcionarios estatales, incluido el gobernador, debían ser designados por la Legislatura conforme a esta constitución. El Vicepresidente del Consejo sucedería al Gobernador (que era el Presidente del Consejo) si se producía una vacante en esa oficina.
El Congreso provincial dejó de funcionar cuando la primera sesión de la nueva Legislatura se reunió el 27 de agosto de 1776.

## Otras lecturas
- Cunningham, John T. Colonial New Jersey (1971) 160pp.
- Doyle, John Andrew. English Colonies in America: Volume IV The Middle Colonies (1907) online ch 7–8.
- McCormick, Richard P. New Jersey from Colony to State, 1609–1789 (1964)  191pp.
- Pomfret, John Edwin. Colonial New Jersey: a history (1973), the standard modern history.

- Datos: Q2335128